# Raquel Henriques
Raquel Cristina dos Anjos Vilares Nunes Henriques (Lisboa, Alvalade, 25 de Agosto de 1977) é uma modelo e atriz portuguesa.

## Carreira
Depois de ter tirado um curso de televisão e cinema entre 2000 e 2001 e de ter feito vários trabalhos como modelo fotográfica para catálogos, popularizou-se como protagonista da telenovela Mistura Fina (2005), tendo participado em várias séries e novelas televisivas. Apresentou o programa de televisão emitido pela madrugada Todos em Linha, em rotatividade com Vanessa Palma e Patrícia Henrique. Fala Português e Inglês. É instrutora de fitness.

### Televisão e cinema
- Nunca Digas Adeus (vários episódios, 2001) ....
- Mausolée pour une garce (TV) (2001) ....
- Uma Aventura (1 episódio, "Uma Aventura no Teatro", 2001) .... Tina
- Confiança Cega (vários episódios, 2001) .... Tentadora
- Um Estranho em Casa (2 episódios, 2002) .... Secretária da Produtora
- Anjo Selvagem (1 episódio, 2002) .... rapariga do jornal
- O Último Beijo (vários episódios, 2002) .... Susana (secretária)
- Saber Amar (22 episódios, 2003) .... Fernanda
- Coração Malandro (todos os episódios, 2003) .... Rapariga no genérico inicial
- Os Malucos do Riso (vários episódios, 2003-2005) .... Vários
- Queridas Feras (112 episódios, 2003-2004) .... Luísa
- Maré Alta (9 episódios, 2004-2005) .... Passageira do Navio
- Mistura Fina (131 episódios, 2004-2005) .... Marta Côrte-Real
- Malucos na Praia (vários episódios, 2005) .... Vários
- Malucos e Filhos (vários episódios, 2005) .... Vários
- Mundo Meu (62 episódios, 2005-2006) .... Simone
- Camilo em Sarilhos (2 episódios, "Casanova" e "Dois Galos Num Poleiro", 2006) .... Dorinha e Margarida
- Jura (8 episódios, 2006) .... Laura
- Quando o Telefone Toca (vários episódios, 2007) .... Apresentadora
- Floribella (28 episódios, 2007) .... Vanda
- Julgamento (2007) .... Marla
- Malucos no Hospital (vários episódios, 2008) .... Vários
- O Quinto Poder (vários episódios, 2008) ....
- Liberdade 21 (1 episódio, 2008)
- Globos de Ouro 2008 (2009) .... Própria
- Novos Malucos do Riso (vários episódios, 2009) .... Vários
- Camilo - O Presidente (1 episódio, "Há Petróleo em Fanecas", 2009) ....
- Cenas do Casamento (72 episódios, 2009) .... Madalena
- Episódio Especial (1 episódio, "2 de maio de 2009", 2009) .... Própria
- Fama Show (2 episódios, "24 de maio de 2009" e "7 de fevereiro de 2010", 2009-2010) .... Própria
- Companhia das Manhãs (1 episódio, "21 de janeiro de 2011", 2011) .... Própria
- Rosa Fogo (vários episódios, 2011) ....
- Big Brother VIP (concorrente, 2013)

### Fitness
Após longo periodo sem trabalho como atriz ou apresentadora, a Raquel Henriques inicia a sua carreira em 2012 nas competições de Bikini Fitness Model. Nesse mesmo ano, alcança um terceiro lugar na sua primeira competição nacional. É esta competição que lhe proporciona o contacto com o Paul Dillet, um dos maiores bodybuilders do mundo, que incentiva a Raquel Henriques a competir a nível mundial.
E é a  24 de Agosto de 2012 que alcança o segundo lugar no campeonato do mundo de WBFF - World Bodybuilding & Fitness Federation na categoria de Diva Fitness Model, prova realizada no Canadá. Nessa mesma prova, alcançou ainda um honroso quarto lugar na categoria de Bikini Model. A sua carreira no Fitness é cada vez mais uma afirmação no meio, para além de Atleta Prozis, Raquel Henriques, aposta na sua carreira como instrutora de Fitness, fazendo disso profissão.

### Escrita
Em 2015, a Raquel Henriques, lança o seu primeiro livro, o Bikinibox.

### Ensaios fotográficos
Raquel Henriques foi a protagonista em duas capas da edição portuguesa da revista Playboy, em Novembro de 2012 e em Novembro de 2016, pela objectiva da fotógrafa Ana Dias. Foi também a modelo de capa da edição portuguesa da revista GQ, em Agosto de 2005, e da revista Maxmen, em Março de 2006.

## Vida pessoal
Raquel Henriques é filha de João Manuel Nunes Henriques (Lisboa, Encarnação, 14 de Novembro de 1951) e de sua mulher (6.ª Conservatória do Registo Civil de Lisboa, 3 de Agosto de 1974, divorciados), Regina Maria dos Anjos Vilares (Lisboa, São Sebastião da Pedreira, 17 de Novembro de 1952), neta paterna de Manuel Henriques, comerciante, e de sua mulher Hortense Nunes das Neves, ambos de Arganil, Celavisa, neta materna de João António Vilares, de Lisboa, Sacramento, empregado no comércio, e de sua mulher Maria Marques dos Anjos, de Vouzela, Carvalhal de Vermilhas, doméstica.
Tem uma irmã mais nova, Sílvia Cláudia dos Anjos Vilares Nunes Henriques (Lisboa, Alvalade, 12 de Setembro de 1980).
Tem um filho natural chamado Luís Miguel, que nasceu quando tinha 18 anos, em 1995.